# Daniel Steibelt
Daniel Gottlieb Steibelt (Berlín, 22 d'octubre de 1765 - San Petersburg, 2 d'octubre de 1823) va ser un pianista i un compositor alemany.
Va estudiar música amb Johann Kirnberger abans de ser obligat pel seu pare a servir a l'exèrcit. Una vegada va sortir de l'armada, va començar una carrera un poc nòmada com a pianista abans d'anar-se'n a París, l'any 1790. En aquesta ciutat, la seva òpera, Romeu i Julieta, va ser tocada amb molt d'èxit al teatre Feydeau el 1793.
Steibelt va començar a alternar la seva estada entre París i Londres, on el seu magistral ús del piano va atreure l'atenció de molta gent. Enl 1797 va participar en un concert de J. P. Salamon. El 1798 va compondre el seu concert número 3 en mi bemoll, que contenia un rondó caracteritzat per intensos trossos, que varen ser molt populars. L'any següent, Steibelt va començar la seva gira professional a Alemanya i, després de tocar amb un gran èxit a Hamburg, Dresden, Praga i Berlín, va arribar el maig de l'any 1800 a Viena, on va reptar a Beethoven a competir en una trobada a la casa del comte von Fries.
A més de música dramàtica, Steibelt ens va deixar un nombre molt gran de composicions, la majoria per a piano, però també per exemple per a clarinet.